# Leszyce
Leszyce – wieś w Polsce położona w województwie kujawsko-pomorskim, w powiecie bydgoskim, w gminie Nowa Wieś Wielka.

## Podział administracyjny

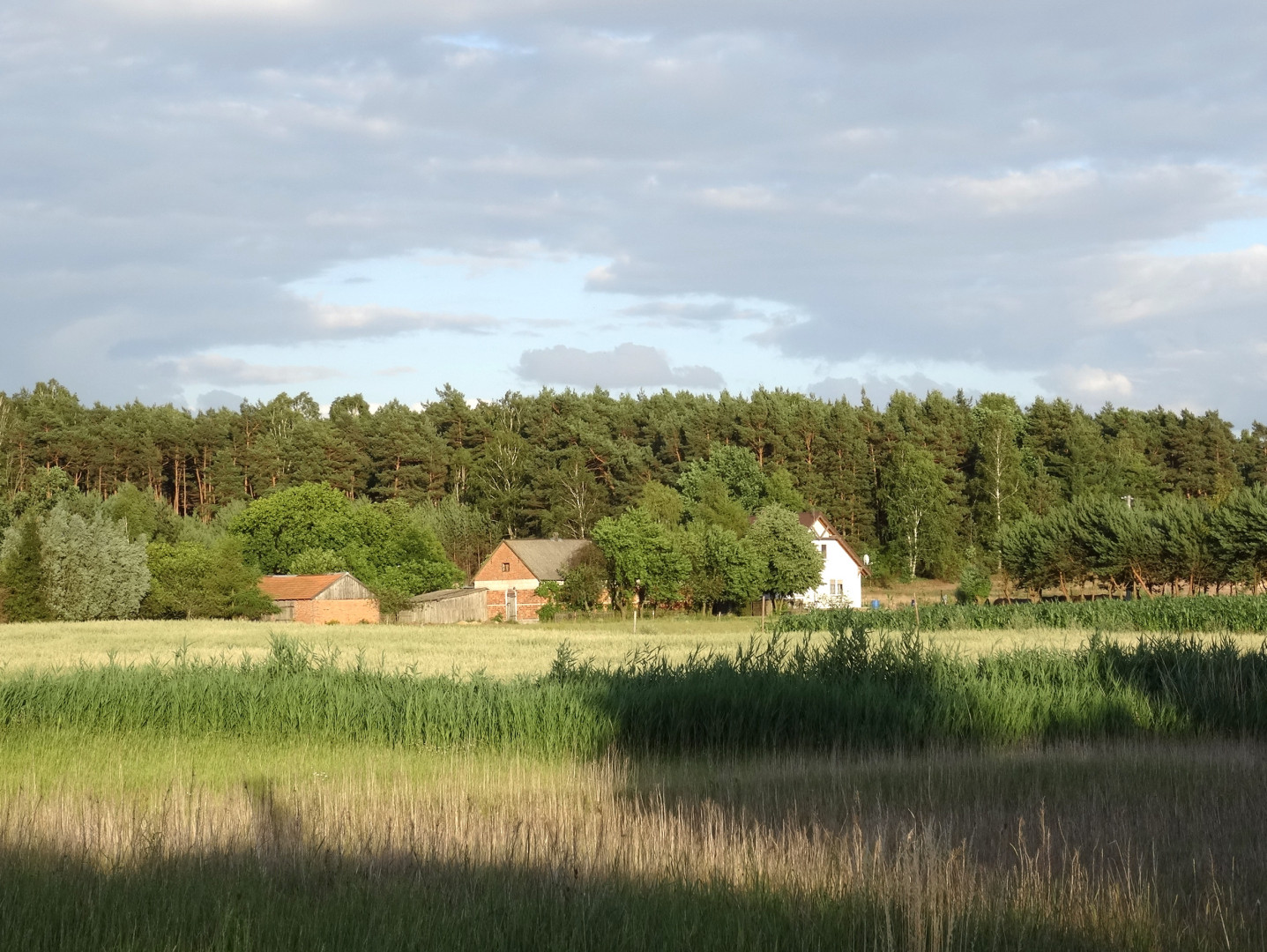
Zabudowa

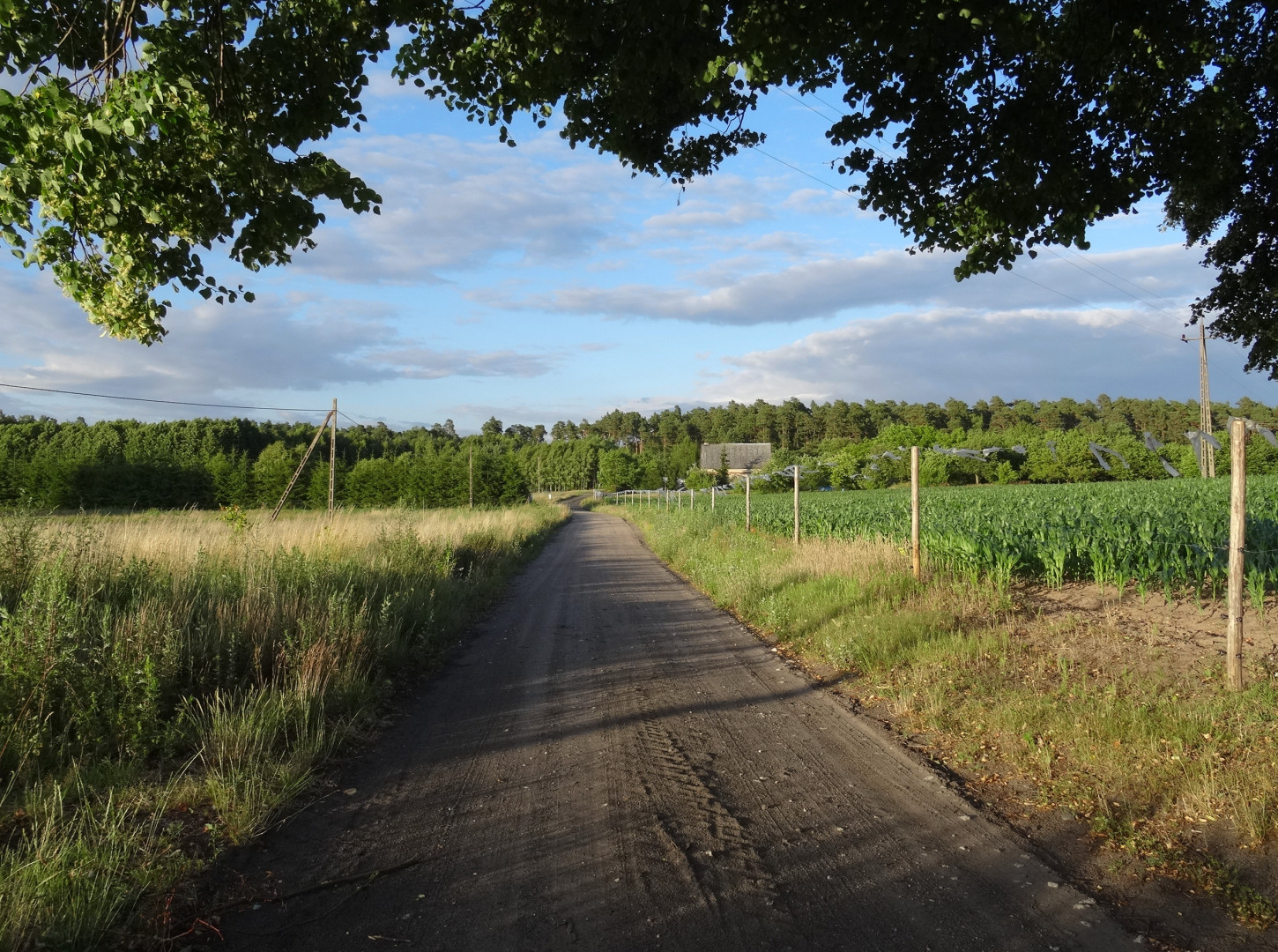
Droga w głębi miejscowości

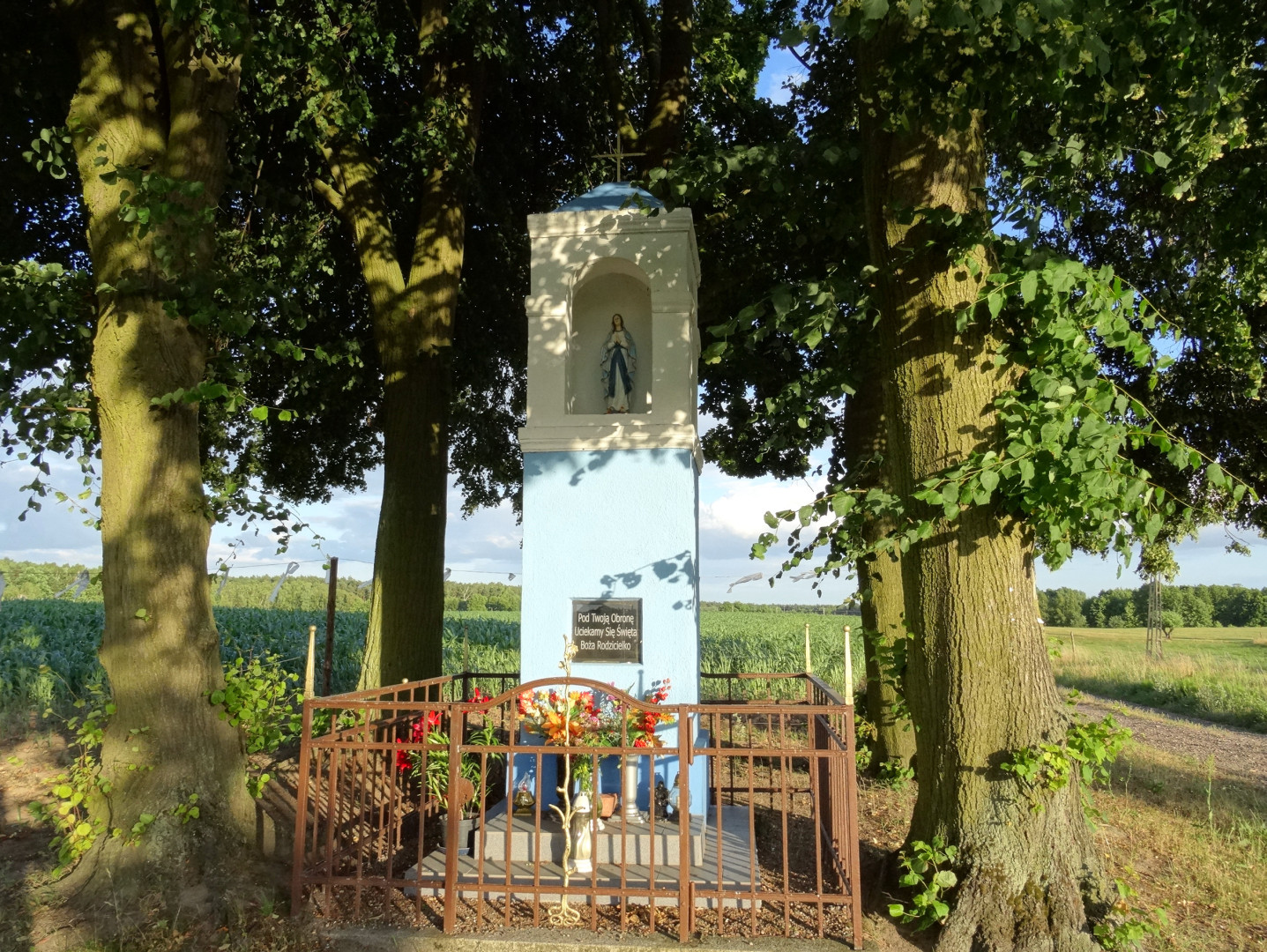
Przydrożna kapliczka

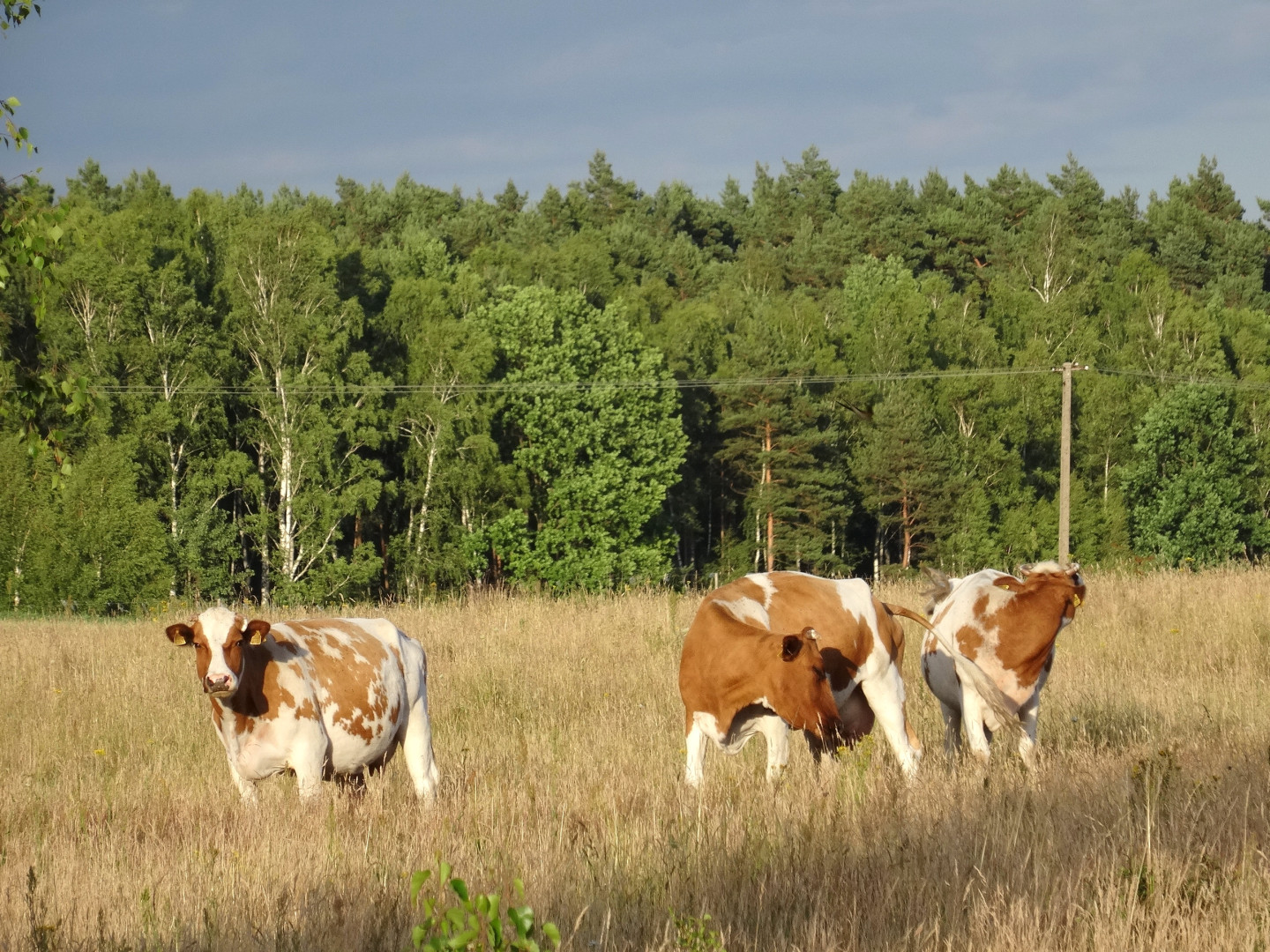
Wypas bydła

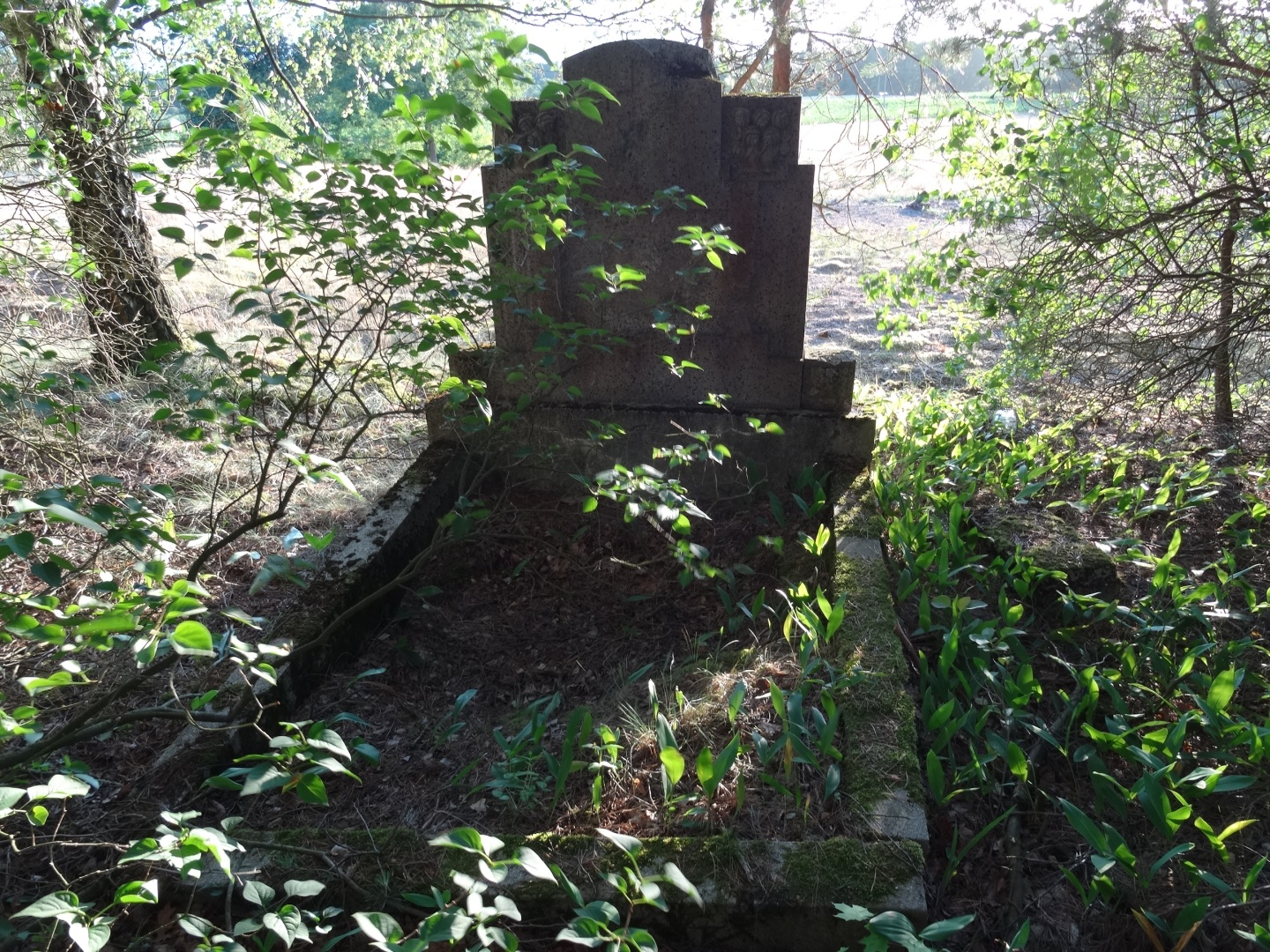
Opuszczony cmentarz poewangelicki

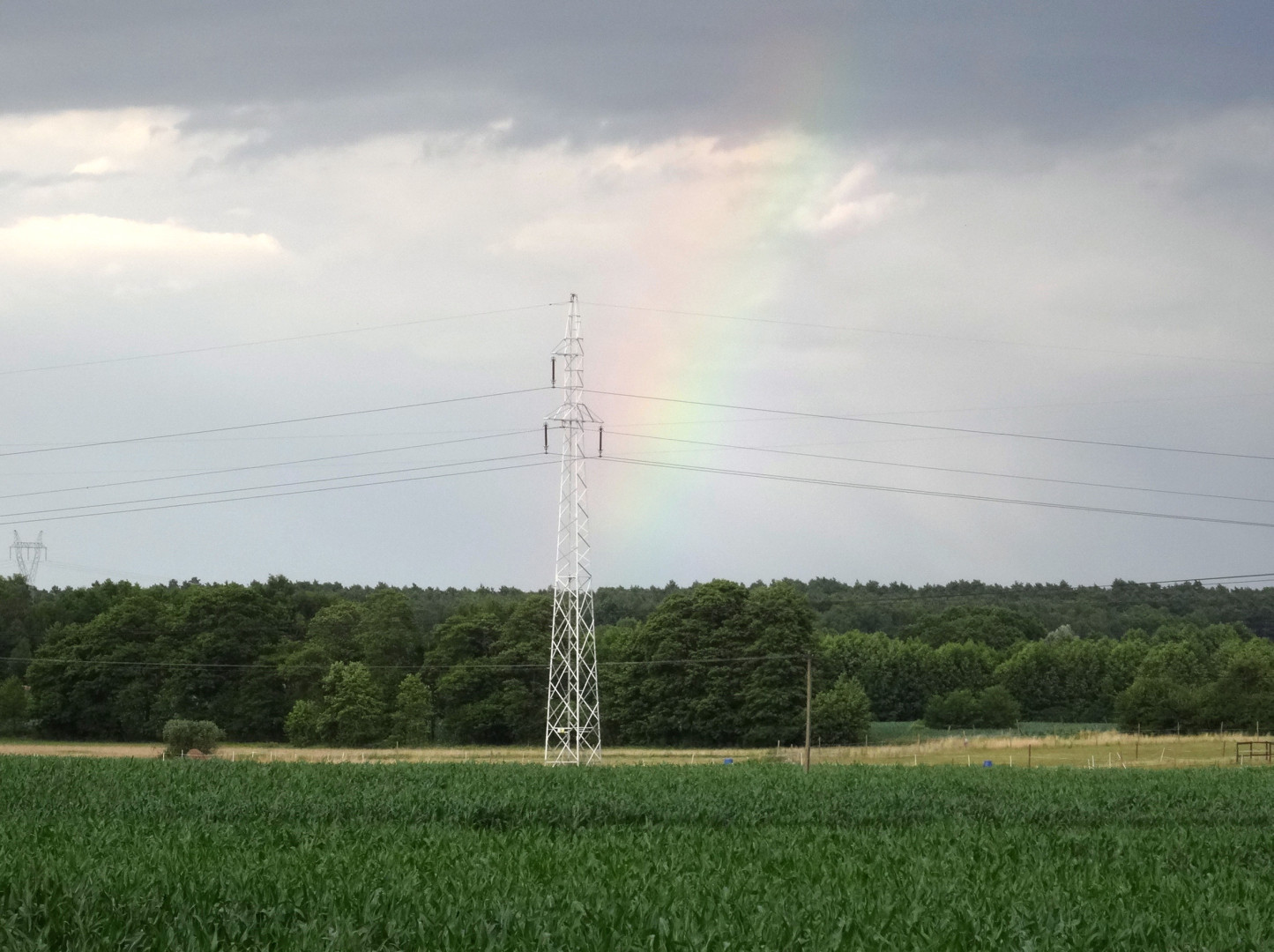
Polana leśna w Leszycach

W latach 1950–1998 miejscowość administracyjnie należała do województwa bydgoskiego.

## Demografia
Według Narodowego Spisu Powszechnego (2011) wieś liczyła 80 mieszkańców. Jest czternastą co do wielkości miejscowością gminy Nowa Wieś Wielka.

## Położenie
Leszyce to wieś sołecka usytuowana w południowej części Puszczy Bydgoskiej, około 5,5 km na wschód od Nowej Wsi Wielkiej i 3 km na zachód od Chrośnej. Pod względem fizyczno-geograficznym leży w obrębie Pradoliny Toruńsko-Eberswaldzkiej w mezoregionie Kotlina Toruńska.

## Charakterystyka
Leszyce położone są w południowej części Puszczy Bydgoskiej, w oddaleniu od ruchliwych szlaków komunikacyjnych. Miejscowość zajmuje enklawę leśną, gdzie znajdują się wilgotniejsze siedliska, łąki i torfowiska. W tym rejonie Puszczy znajduje się pas gleb piaszczysto-gliniastych, ciągnących się z zachodu na wschód. Jest to ostaniec wysoczyzny morenowej w Kotlinie Toruńskiej, wyniesiony ok. 5–10 m powyżej typowej terasy pradolinnej (75 m n.p.m.). Tereny te wylesiono i zasiedlono już kilkaset lat temu. Zajmują je wsie: Dobromierz, Dębinka, Leszyce i Chrośna. Na północ i zachód od wsi wśród lasu spotyka się obniżenia wypełnione wodą (stawy) lub też torfowiska porośnięte roślinnością hydrofilną. Na południe od wsi znajduje się pas zalesionych wydm śródlądowych.
W sołectwie Leszyce występują grunty rolne o najwyższej wartości bonitacyjnej w gminie Nowa Wieś Wielka. Są to ok. 4 ha – klasy IIIa i około 22 ha – klasy IIIb. Łącznie w sołectwie Leszyce jest 207 ha gruntów ornych, 70 ha łąk i pastwisk oraz 4711 ha lasów.
W 2010 r. w miejscowości zarejestrowane były 4 podmioty gospodarcze – wszystkie to osoby fizyczne.
Na terenie wsi zlokalizowany jest nieczynny cmentarz ewangelicki
Nazwą Leszyce określa się również leśnictwo, które wchodzi w skład Nadleśnictwa Solec Kujawski. Jego powierzchnia wynosi 1124 ha z czego 1009 ha to powierzchnia leśna, a 114 ha stanowi powierzchnię nieleśną. Na soczewkach lepszych gleb, występują tu lokalnie zbiorowiska boru mieszanego świeżego oraz ubogich postaci grądów.

## Historia
Pierwsze źródła pisane o osadzie Lesice pochodzą z inwentarza starostwa bydgoskiego datowanego na lata 80. XVII wieku Podobnie, jak w innych enklawach założonych w Puszczy Bydgoskiej (Łażyn, Nowa Wieś, Chrośna) mieszkali tu smolarze trudniący się wyrobem smoły drzewnej. W 1712 r. odnotowano jedynie dwóch komorników, którzy obsiewali pole i posiadali po parze wołów i jednej krowie. W 1713 oraz 1717 roku mieszkał tu jeden smolarz wraz z komornikiem.
W 1723 r. wieś otrzymał w kontrakcie owczarz Jerzy Beelke, który obowiązany był opłacać czynsz, pogłówne i hibernę na rzecz wójta bydgoskiego. Kontakt przedłużono w 1759 r. na kolejne 50 lat. W 1765 roku wieś posiadała 4 włóki i 15 morgów ziemi uprawnej i była opodatkowana kwotą 361 florenów.
Z mapy topograficznej Friedricha von Schröttera (1798-1802) wynika, że wieś znajdowała się na polanie leśnej w otoczeniu pól, łąk i torfowisk. W XIX wieku nazwę miejscowości zniemczono na Leschütz. Wieś rozrosła się wskutek napływu kolonistów niemieckich. Spis miejscowości rejencji bydgoskiej z 1833 r. podaje, że we wsi w powiecie bydgoskim mieszkało 48 osób (43 ewangelików, 5 katolików) w 6 domach. Według opisu Jana Nepomucena Bobrowicza z 1846 r. wieś Leszyce należała do rządowej domeny bydgoskiej. Kolejny spis z 1860 r. podaje, że we wsi Leschütz mieszkały 73 osoby (72 ewangelików, 1 katolik) w 6 domach. Po zachodniej stronie Leszyc znajdowała się osada zwana Kirschgrund wraz z leśniczówką. Mieszkały w niej łącznie 52 osoby (wszyscy to ewangelicy) w 6 domach. Najbliższa szkoła znajdowała się w Dąbrowie Wielkiej. Właścicielem wsi był niejaki Böhlke.
Słownik geograficzny Królestwa Polskiego dla roku 1884 podaje, że Leszyce (niem. Leschütz) były gminą wiejską w powiecie bydgoskim. Mieszkało tu 78 osób (65 ewangelików, 13 katolików) w 6 domach. Rozróżniano dwie wsie: Leszyce Wielkie i Małe. Najbliższa poczta znajdowała się w Nowej Wsi Wielkiej, a telegraf i stacja kolejowa w Bydgoszczy. W miejscowości funkcjonowała cegielnia.
W styczniu 1920 roku na mocy traktatu wersalskiego miejscowość znalazła się w granicach odrodzonej Polski. Spis ludności z dnia 30 września 1921 r. wykazał, że wieś Leszyce wchodząca w skład powiatu bydgoskiego liczyła 149 mieszkańców (18 Polaków, 131 Niemców), którzy zamieszkiwali 23 domy. Według tego samego spisu Leszyce Nadleśnictwo liczyło 72 mieszkańców (34 Polaków, 38 Niemców), którzy zamieszkiwali 15 domów.
Do 1934 r. Leszyce były gminą wiejską o powierzchni 213 ha. Istniało tu 16 gospodarstw należących do mniejszości niemieckiej, które obejmowały łącznie 85% powierzchni wsi. Od 1934 r. Leszyce były gromadą wchodzącą w skład gminy Solec Kujawski. Gromada obejmowała wieś Leszyce oraz Leszyce Nadleśnictwo. We wsi istniała szkoła elementarna, która powstała prawdopodobnie jeszcze w okresie pruskim. Językiem wykładowym w szkole był niemiecki.
Podczas okupacji niemieckiej wieś wchodziła w skład nowo utworzonej gminy Nowa Wieś Wielka, do czasu gdy gminę tę rozwiązano i wcielono do gminy Solec Kujawski. Pod koniec wojny Niemcy zbudowali na terenie obecnej gminy Nowa Wieś Wielka system umocnień, ciągnący się od Dąbrówki przez łąki wzdłuż lasów aż do Nowej Wioski i Leszyc. Zakwaterowano do nich ok. 2000 młodych żołnierzy z Hitlerjugend. W styczniu 1945 r. nacierające wojska radzieckie uderzeniem oskrzydlającym ominęły Bydgoszcz, pozostawiając na tyłach oddziały niemieckie (m.in. na terenie Dobromierza, Łażyna i Prądocina), których likwidacją zajęli się żołnierze 47. Armii Radzieckiej i polscy czołgiści.
W latach 1945–1954 Leszyce były gromadą wiejską wchodząc w skład gminy Solec Kujawski. Gromada obejmowała: wieś Leszyce, leśnictwo Leszyce, nadleśnictwo Leszyce, leśnictwo Nowawieś, leśnictwo Dobromierz, osadę Dębinka oraz leśnictwo Dąbrowy Wielkie. W 1948 roku gromada posiadała powierzchnię 9795 ha (w tym 9159 ha lasów) i zaludnienie 266 osób. W 1959 roku we wsi otwarto jednoklasową szkołę powszechną. W latach 60. była to szkoła niepełna, realizująca program 4 klas. W 1973 roku szkołę zlikwidowano, a dzieci włączono do obwodu szkolnego w Nowej Wsi Wielkiej. Na przełomie lat 50. i 60. XX w. w miejscowości założono również punkt biblioteczny.
W latach 1947–1953 w dyskusjach na temat nowego podziału administracyjnego prowadzonych między starostwem bydgoskim a samorządami, przedstawiciele wsi opowiadali się za przywróceniem gminy Nowa Wieś Wielka i włączeniem do niej wsi Leszyce. Po reformie administracyjnej z 25 września 1954 r. miejscowość znalazła się jako jedno z 16 sołectw w gromadzie Nowawieś Wielka. Obejmowało ono wieś Leszyce oraz leśnictwa: Dębinka, Leszyce i Nowa Wieś. Obszar lasu o powierzchni 646 ha z dawnej gromady Leszyce włączono natomiast do powiatu inowrocławskiego.
20 marca 1978 r. mocą uchwały Gminnej Rady Narodowej w Nowej Wsi Wielkiej zlikwidowano sołectwo Leszyce i włączono je do sołectwa Dąbrowa Wielka. Sołectwo utworzono ponownie z dniem 20 lipca 1981